# Тристороння комісія
Тристороння комісія (англ. Trilateral Commission) — міжнародна організація, що складається з представників Північної Америки, Західної Європи та Азії (в особі Японії та Південної Кореї), офіційна мета якої — обговорення та пошук розв'язання світових проблем.

## Історія створення
Виступаючи на початку 1972 року на міжнародних фінансових форумах, Чейз Мангеттен (англ. Chase Manhattan) у Лондоні, Брюсселі, Монреалі й Парижі, Девід Рокфеллер, який на той час очолював впливову приватну «Раду з міжнародних відносин», запропонував створити Міжнародну комісію з питань миру та процвітання, яка згодом дістала назву Тристоронньої комісії. Того ж року на засіданні Більдерберзького клубу така ідея набула широкої підтримки, проте в інших місцях до неї поставились доволі прохолодно. На думку Рокфеллера організація могла б «надавати допомогу урядам країн-учасниць (США, Європи та Японії), надаючи їм виваженні судження».
Тристоронню комісію організовано в липні 1973 року. Членами комісії стали:
- Девід Рокфеллер — президент комісії
- Збігнев Бжезинський (професор Колумбійського університету, фахівець міжнародних справ і радник Рокфеллера) — виконавчий директор комісії[1]
- Фред Берстен
- Роберт Р. Боуї (представник Асоціації зовнішньої політики, директор Гарвардського центру міжнародних справ)
- Макджордж Банді
- Карл Карстенс
- Гвідо Колонья ді Пальяно
- Франсуа Дюшен
- Рене Фок
- Джордж С. Франклін
- Макс Констамм (Центр європейської політики)
- Бейлесс Меннінг
- Кіхі Міязава,
- Кініде Мусакої
- Сабуро Окіта
- Генрі Д. Овен (директор зовнішньополітичних досліджень Інституту Брукінгса)
- Тадасі Ямамото

Фінансування забезпечували Девід Рокфеллер, фонд Чарльза Ф. Кеттерінга та фонд Форда.

## Склад комісії
У грудні 2010 року в комісії було понад 390 учасників. До її складу входять політики, банкіри, директори найбільших підприємств.
Статут Комісії не дозволяє державним службовцям бути її членами.

### Голови
- Північна Америка: Джозеф С. Най молодший, заслужений професор і колишній декан Школи державного управління ім. Джона Ф. Кеннеді Гарвардського університету, Кембридж, Массачусетс, колишній голова Національної ради з розвідки та колишній помічник міністра оборони США з питань міжнародної безпеки.
- Європа: Пітер Сазерленд, ірландський бізнесмен і колишній політик, пов'язаний із партією Фіне Гел, колишній Генеральний прокурор Ірландії та Комісар ЄС, колишній генеральний директор Генеральної угоди з тарифів і торгівлі, попередника Світової організації торгівлі, голова BP і Goldman Sachs International.
- Азія: Йотаро Кобаясі, головний корпоративний радник Fuji Xerox Company Ltd(інші мови), член ради директорів Callaway Golf Company(інші мови), Nippon Telegraph and Telephone (NTT), Sony Corporation й American Productivity & Quality Center, довічний опікун Keizai Doyukai (японська асоціація корпоративних керівників), голова Інституту Аспен, Японія.

### Заступники голів
Північна Америка:
- Аллан Готліб, старший радник, Bennett Jones LLP, Торонто; голова, Sotheby's, Канада; колишній посол Канади у США
- Лоренцо Замбрано, голова ради директорів і головний виконавчий директор Cemex SAB de CV, Монтеррей, Мексика (з 1985); член ради директорів IBM і Citigroup

Європа:
- Ерве де Кармой, голова ради директорів Almatis, Франкфурт-на-Майні; колишній партнер Rhône Group, Нью-Йорк і Париж; почесний голова ради директорів Banque Industrielle et Mobilière Privée, Париж, колишній головний виконавчий директор Société Générale de Belgique
- Анджей Олеховський, засновник партії «Громадянська платформа»; колишній голова ради директорів Bank Handlowy, колишній міністр закордонних справ і фінансів, Варшава, Польща

Азія:
- Хан Син Чу, президент Корейського університету, Сеул; колишній міністр закордонних справ, Корея; колишній посол Кореї у США
- Сідзюро Огата, колишній заступник голови Банку розвитку Японії; колишній заступник голови з міжнародних зв'язків, Банк Японії

### Директори
- Північна Америка: Майкл Дж. О'Ніл
- Європа: Пол Ревей
- Азія: Тадасі Ямамото

### Колишні голови
Північна Америка:
- Том Фолі (2001—2008)[5]
- Пол Волкер (1991—2001) колишній почесний голова північноамериканського підрозділу[6]; голова президентської консультативної ради економічного відновлення;[7] колишній голова ради правління Федеральної резервної системи США з 1979 до 1987 року[8], голова опікунської ради Групи тридцяти, колишній голова ради директорів Wolfensohn & Co., Inc. Wolfensohn & Co., Inc., Нью-Йорк

Європа:
- Отто Ламбсдорф(інші мови) (1992—2001) почесний голова Європейського підрозділу[9]
- Жорж Бертоїн (1976—92) почесний голова Європейського підрозділу[10]
- Макс Констамм (1973—76)[11]

Азія:
- Кіїті Міядзава, в.о. голови (1993—97)[12]
- Акіо Моріта (1992—93)[11]
- Ісаму Ямасіта (1985—92)[11]
- Такесі Ватанабе (1973—85)[11]

### Колишні директори
Північна Америка:
- Збігнев Бжезинський (1973—1976)[11]

## Інша інформація
- Три штаб-квартири: у Вашингтоні, Парижі й Токіо.
- ТК нікого не фінансує, членами можуть бути лише приватні особи.
- Виконавчий комітет складається з 26 осіб.
- Комісія щороку збирається на пленарні засідання.